# أل رودريغو
أل رودريغو (بالإنجليزية: Al Rodrigo)‏ هو ممثل أمريكي، ولد في 29 مايو 1960 في نيويورك في الولايات المتحدة.

## أعمال

### أفلام
- (2015) بلال

## وصلات خارجية
- أل رودريغو على موقع IMDb (الإنجليزية)
- أل رودريغو على موقع قاعدة بيانات الفيلم (الإنجليزية)